# Euodynerus bicingulatus
Euodynerus bicingulatus är en stekelart som beskrevs av Giordani Soika 1986. Euodynerus bicingulatus ingår i släktet kamgetingar, och familjen Eumenidae. Inga underarter finns listade i Catalogue of Life.